# PC13 Nicolas Franz
De PC13 Nicolas Franz is een langeafstandsfietsroute (Piste Cycable) van het Luxemburgse nationale fietsroutenetwerk in Luxemburg. De route is een verbinding tussen de PC12 Attert-Radweg en de PC1 Centrum-Radweg. Het traject is in beide richting bewegwijzerd. De route is vernoemd naar de Luxemburgse wielrenner Nicolas Frantz die geboren is in Mamer. Het gehele traject is onderdeel van de EuroVelo EV5 Via Romea Francigena. In Mamer kan worden gekozen voor de PC14 Eisch-Mamer-Radweg om zo via de Eisch de Alzette te bereiken.

## Aansluiting met Europese routes
- De gehele route loopt parallel met de EuroVelo EV5 Via Romea Francigena.

## Aansluitingen met andere routes
- In Kahler kan worden aangesloten op de PC12 Attert-Radweg.
- In Mamer kan worden aangesloten op de PC14 Eisch-Mamer-Radweg.
- In Strassen kan worden aangesloten op de PC1 Centrum-Radweg.